# Anna (Carlo Zannetti)
Anna è un singolo del cantautore italiano Carlo Zannetti, pubblicato il 2 giugno 2016.

## Descrizione
Il disco è stato pubblicato dall'etichetta discografica Tunecore.
Nel maggio 2024, la cantante Anita Campagnolo ha inciso una versione remix di questa canzone. (Etichetta discografica Videoradio). .

## Tracce
1. Anna – 3:34 (Carlo Zannetti)